# Orašje (Tuzla, BiH)
Orašje je naselje u općini Tuzla, Federacija BiH, BiH.

## Zemljopis
Nalazi se s južne i jugoistočne strane brda Ilinčice u dužini od dva 2 km i širini od 3 km.

## Kultura
Orašje pripada samostanskoj župi sv. Petra i Pavla u Tuzli. U Orašju se nalazi grobna kapelica sv. Ilije, koji je zaštitnik sela Orašja. Prigodom proslave sv. Ilije srpnja 2011., kapela na groblju dobila je postaje križnoga puta te oltarnu sliku sv. Ilije proroka, rad akademske slikarice Marijane Pažin-Ivešić.

## Stanovništvo
| Orašje             |       |       |       |       |
| godina popisa      | 1991. | 1981. | 1971. | 1961. |
| Hrvati             | 279   | 553   | 687   | 588   |
| Srbi               | 3     | 7     | 7     | 5     |
| Muslimani          | 1     |       |       |       |
| Jugoslaveni        | 108   | 66    |       | 2     |
| ostali i nepoznato | 66    | 22    | 2     |       |
| ukupno             | 457   | 648   | 696   | 595   |

## Vanjske poveznice
- Facebook Crkva sv. Ilije Gromovnika